# Ellipsocristellaria
Ellipsocristellaria es un género de foraminífero bentónico de la subfamilia Spirolingulininae, de la familia Vaginulinidae, de la superfamilia Nodosarioidea, del suborden Lagenina y del orden Lagenida. Su especie tipo es Lingulinopsis sequana. Su rango cronoestratigráfico abarca el Albiense (Cretácico inferior).

## Clasificación
Ellipsocristellaria incluye a la siguiente especie:
- Ellipsocristellaria sequana †